# Eishockey-Europameisterschaft 1932
Die 17. Eishockey-Europameisterschaft war das letzte reine Europameisterschaftsturnier der Herren. Der Grund, dass man noch einmal nach 1929 ein reines EM-Turnier austrug, lag darin, dass das olympische Eishockeyturnier bzw. die Eishockey-WM in diesem Jahr in Übersee in Lake Placid (USA) stattfand. Angesichts der hohe Überfahrtkosten und der aktuellen Weltwirtschaftskrise hatten nur zwei europäische Mannschaften (Deutschland und Polen) am Olympiaturnier teilgenommen. Man beschloss daher nach dem Olympiaturnier im März noch zusätzlich ein EM-Turnier auszutragen. Gastgeber dieser letzten Europameisterschaft war Deutschland. Gespielt wurde vom 14. bis 20. März 1932 in Berlin. Mit neun Teilnehmern wurde der Teilnehmerrekord von 1926 eingestellt. Teilnehmer waren neben Gastgeber Deutschland die Schweiz, Österreich, die Tschechoslowakei, Frankreich, Schweden, Großbritannien, Rumänien und Lettland. Zusätzlich hatten auch Polen, Italien und Ungarn Interesse gezeigt, aber nicht gemeldet.
Die Europameisterschaft sollte ursprünglich vom 6. bis 13. März in Prag, Tschechoslowakei stattfinden. Dem Tschechoslowakischen Verband fehlten jedoch die finanziellen Mittel, um das halbfertige Stadion in Prag fertigzustellen. Der tschechoslowakische Verbandspräsident gab Mitte Januar die Ausrichtung zurück, die Mehrheit im Verband erklärte dann aber, dass der Präsident eigenmächtig und voreilig gehandelt habe. Schlussendlich musste die Tschechoslowakei aber doch die Ausrichtung an Deutschland abgeben.
Wie 1926 und 1929 wurde zunächst in drei Vorrundengruppen mit je drei Mannschaften gespielt. Die Gruppensieger sollten sich direkt für die Finalrunde qualifizieren, während die Gruppenzweiten in einer Hoffnungsrunde den vierten Finalrundenteilnehmer ausspielen sollten. Doch die aktuellen Spielergebnisse führten zu einer Modusänderung. Da in der Gruppe A alle drei Teams punkt- und torgleich waren, beschloss man – nach einem Verzicht der auf Platz 2 eigentlich qualifizierten Mannschaften von Großbritannien und Frankreichs – alle Mannschaften dieser Gruppe unter Mitnahme ihrer direkten Vorrundenergebnisse für die Finalrunde zuzulassen. Die Endrunde wurde daher mit fünf Mannschaften ausgetragen, die Hoffnungsrunde entfiel. Die nicht für die Finalrunde qualifizierten vier Mannschaften spielten ebenfalls unter Mitnahme ihrer direkten Vorrundenvergleiche eine Platzierungsrunde um die Plätze 6–9 aus.
Schweden gewann bei diesem Turnier seinen vierten Europameistertitel vor Österreich und der Schweiz. Die Tschechoslowakei enttäuschte und musste mit Platz 5 noch hinter Deutschland vorliebnehmen.

## Vorrunde

### Gruppe A
| 14. März 1932 20:15 Uhr | Deutsches Reich Rudi Ball (5.) | 1:1 (1:0, 0:1, 0:0) | Schweiz Richard Torriani (23.) | Sportpalast, Berlin Zuschauer: 4000 |

| 15. März 1932 20:15 Uhr | Österreich Hans Tatzer (5.) Josef Göbl | 2:2 (0:1, 1:1, 1:0) | Schweiz Albert Geromini Ferdinand Cattini | Sportpalast, Berlin |

| 16. März 1932 20:15 Uhr | Deutsches Reich Georg Strobl (25.) | 1:1 (0:0, 1:0, 0:1) | Österreich Fritz Demmer | Sportpalast, Berlin |

| Pl | Mannschaft      | Sp | S | U | N | Tore | Diff | Pkt. |
| -- | --------------- | -- | - | - | - | ---- | ---- | ---- |
| 1  | Österreich      | 2  | 0 | 2 | 0 | 3:3  | 0    | 2:2  |
| 1  | Schweiz         | 2  | 0 | 2 | 0 | 3:3  | 0    | 2:2  |
| 1  | Deutsches Reich | 2  | 0 | 2 | 0 | 2:2  | 0    | 2:2  |

### Gruppe B
| 14. März 1932 21:30 Uhr | Tschechoslowakei 31. Alois Cetkovský | 1:1 (0:0, 0:0, 1:1) | Frankreich 43. Charles Munz | Sportpalast, Berlin |

| 15. März 1932 21:30 Uhr | Tschechoslowakei 2. Tomáš Švihovec Alois Cetkovský 15. Wolfgang Dorasil 22. Jan Michálek 23. Alois Cetkovský 31. Wolfgang Dorasil 42. Jiří Tožička | 7:0 (3:0, 2:0, 2:0) | Lettland | Sportpalast, Berlin |

| 16. März 1932 21:30 Uhr | Frankreich Charles Munz | 1:0 (1:0, 0:0, 0:0) | Lettland | Sportpalast, Berlin |

| Pl | Mannschaft       | Sp | S | U | N | Tore | Diff | Pkt. |
| -- | ---------------- | -- | - | - | - | ---- | ---- | ---- |
| 1  | Tschechoslowakei | 2  | 1 | 1 | 0 | 8:1  | +7   | 3:1  |
| 2  | Frankreich       | 2  | 1 | 1 | 0 | 2:1  | +1   | 3:1  |
| 3  | Lettland         | 2  | 0 | 0 | 2 | 0:8  | −8   | 0:4  |

### Gruppe C
| 14. März 1932 18:00 Uhr | Großbritannien Peter Fair | 1:0 0:0, 1:0, 0:0 | Rumänien | Sportpalast, Berlin Zuschauer: 2.500 |

| 15. März 1932 18:00 Uhr | Schweden 18. Sigge Öberg 25. Gustaf Johansson 27. Karl-Erik Fürst 39. Gustaf Johansson | 4:1 (0:0, 3:1, 1:0) | Großbritannien 26. Gerry Davey | Sportpalast, Berlin |

| 16. März 1932 16:00 Uhr | Schweden Sigge Öberg Gustaf Johansson Karl-Erik Fürst John Nilsson | 4:0 (2:0, 1:0, 1:0) | Rumänien | Sportpalast, Berlin |

| Pl | Mannschaft     | Sp | S | U | N | Tore | Diff | Pkt. |
| -- | -------------- | -- | - | - | - | ---- | ---- | ---- |
| 1  | Schweden       | 2  | 2 | 0 | 0 | 8:1  | +7   | 4:0  |
| 2  | Großbritannien | 2  | 1 | 0 | 1 | 2:4  | −2   | 2:2  |
| 3  | Rumänien       | 2  | 0 | 0 | 2 | 0:5  | −5   | 0:4  |

## Platzierungsrunde um die Plätze 6–9
Die Ergebnisse der direkten Vergleiche zwischen den teilnehmenden Mannschaften wurden in die Tabelle der Platzierungsrunde übernommen.
| 17. März 1932 21:30 Uhr | Lettland | 3:0 (0:0, 2:0, 1:0) | Rumänien | Berliner Sportpalast, Berlin |

| 18. März 1932 21:30 Uhr | Frankreich Léonhard Quaglia Edgar Murphy Léonhard Quaglia | 3:3 (0:1, 2:1, 1:1) | Großbritannien Gerry Davey | Berliner Sportpalast, Berlin |

| 19. März 1932 16:00 Uhr | Großbritannien Peter Fair Gerry Davey (4×) | 5:2 (1:0, 3:1, 1:1) | Lettland Indriķis Reinbahs Johans Skadiņš | Berliner Sportpalast, Berlin |

| 19. März 1932 21:30 Uhr | Frankreich Charles Munz (2×) Albert Hassler (2×) Léonhard Quaglia | 5:0 (0:0, 3:0, 2:0) | Rumänien | Berliner Sportpalast, Berlin |

| Pl | Mannschaft     | Sp | S | U | N | Tore | Diff | Pkt. |
| -- | -------------- | -- | - | - | - | ---- | ---- | ---- |
| 1  | Frankreich     | 3  | 2 | 1 | 0 | 9:3  | +6   | 5:1  |
| 2  | Großbritannien | 3  | 2 | 1 | 0 | 9:5  | +4   | 5:1  |
| 3  | Lettland       | 3  | 1 | 0 | 2 | 5:6  | −1   | 2:4  |
| 4  | Rumänien       | 3  | 0 | 0 | 3 | 0:9  | −9   | 0:6  |

## Finalrunde
Die direkten Vergleiche aus der Vorrundengruppe A wurden übernommen.
| 17. März 1932 16:00 Uhr | Schweden 6. Karl-Erik Fürst | 1:1 (1:1, 0:0, 0:0) | Schweiz 11. Richard Torriani | Berliner Sportpalast, Berlin |

| 17. März 1932 16:15 Uhr | Österreich 13. Herbert Brück 15. Walter Sell 21. Karl Kirchberger | 3:0 (2:0, 1:0, 0:0) | Tschechoslowakei | Berliner Sportpalast, Berlin |

| 18. März 1932 16:00 Uhr | Schweden | 0:0 (0:0, 0:0, 0:0) | Österreich | Berliner Sportpalast, Berlin Zuschauer: 3.500 |

| 18. März 1932 20:15 Uhr | Deutsches Reich 36. Georg Strobl | 1:0 (0:0, 0:0, 1:0) | Tschechoslowakei | Berliner Sportpalast, Berlin Zuschauer: 3.000 |

| 19. März 1932 20:15 Uhr | Schweden 3. Gustaf Johansson 28. Sigge Öberg | 2:0 (1:0, 1:0, 0:0) | Tschechoslowakei | Berliner Sportpalast, Berlin |

| 20. März 1932 16:00 Uhr | Schweiz 13. Ferdinand Cattini 27. Ferdinand Cattini 30. Ferdinand Cattini | 3:2 (1:1, 1:0, 1:1) | Tschechoslowakei 22. Tomáš Švihovec 42. Jiří Tožička | Berliner Sportpalast, Berlin |

| 20. März 1932 20:15 Uhr | Deutsches Reich | 0:1 (0:0, 0:0, 0:1) | Schweden 42. Gustaf Johansson | Berliner Sportpalast, Berlin |

| Pl | Mannschaft       | Sp | S | U | N | Tore | Diff | Pkt. |
| -- | ---------------- | -- | - | - | - | ---- | ---- | ---- |
| 1  | Schweden         | 4  | 2 | 2 | 0 | 4:1  | +3   | 6:2  |
| 2  | Österreich       | 4  | 1 | 3 | 0 | 6:3  | +3   | 5:3  |
| 3  | Schweiz          | 4  | 1 | 3 | 0 | 7:6  | +1   | 5:3  |
| 4  | Deutsches Reich  | 4  | 1 | 2 | 1 | 3:3  | 0    | 4:4  |
| 5  | Tschechoslowakei | 4  | 0 | 0 | 4 | 2:9  | −7   | 0:8  |

## Abschlussplatzierung
| RF | Team             |
| -- | ---------------- |
| 1  | Schweden         |
| 2  | Österreich       |
| 3  | Schweiz          |
| 4  | Deutsches Reich  |
| 5  | Tschechoslowakei |
| 6  | Frankreich       |
| 7  | Großbritannien   |
| 8  | Lettland         |
| 9  | Rumänien         |

### Meistermannschaften
| Europameister Schweden | Herman Carlsson, Gösta Karlsson – Carl Abrahamsson, Erik Lindgren – Sigge Öberg, Gustaf Johansson, Karl-Erik Fürst, Bertil Lundell, Erik Larsson, John Nilsson, Erik Persson, Wilhelm Petersén |
| Silber Österreich      | Otto Amenth, Karl Oerdögh – Jacques Dietrichstein, Josef Göbl, Hans Trauttenberg – Friedrich Demmer, Reinhold Egger, Hans Ertl, Karl Kirchberger, Walter Sell, Herbert Brück, Hans Tatzer      |
| Bronze Schweiz         | Emil Eberle – Albert Geromini, Emil Meerkämpfer, Ernst Hug – Ferdinand Cattini, Heini Meng, Anton Morosani, Conrad Torriani, Richard Torriani                                                  |